# Champ profond de Hubble
Pour les articles homonymes, voir HDF.
Le Champ profond de Hubble, ou HDF pour l'anglais Hubble Deep Field, est une région de l'hémisphère nord de la sphère céleste située dans la constellation de la Grande Ourse, couvrant à peu près un 30 millionième de la surface du ciel, et qui contient environ 3 000 galaxies de faible luminosité.
Cette région a été photographiée par le télescope spatial Hubble en 1995. Elle a une taille de 2,5 minutes d'arc. Cela équivaut à celle d'un bouton de chemise placé à 25 mètres. L'image résulte du traitement et d'un montage obtenu à partir d'une collection de 342 photographies élémentaires prises avec la caméra à large champ du télescope spatial Hubble (Wide Field and Planetary Camera 2, WFPC2). Cette prise de vue s'est étalée sur 10 jours consécutifs du 18 au 28 décembre 1995.
La région est si petite que seules quelques étoiles de la Galaxie sont visibles au premier plan de l'image. Ainsi, la presque totalité des 3 000 objets de l'image sont des galaxies, certaines d'entre elles figurant parmi les plus jeunes et les plus éloignées jamais observées. Si l'on considère que le Champ profond de Hubble est typique du reste de l'espace, alors il est possible d'extrapoler que l'univers visible contient des centaines de milliards de galaxies, chacune contenant des milliards d'étoiles. En outre, en révélant un si grand nombre de très jeunes galaxies, le HDF est devenu l'image symbole d'une étape en étude de l'Univers initial, l'article scientifique correspondant ayant fait l'objet de plus de 800 citations à fin 2008.
Les galaxies les plus éloignées présentes dans le Champ profond de Hubble émettent une lumière trop faible dans le domaine du visible pour pouvoir apparaître sur la photographie prise par Hubble. Ces objets ont été détectés en utilisant des observations faites au sol dans la gamme des ondes radio.
Trois ans plus tard, en 1998, une région située dans l'hémisphère sud de la sphère céleste a été photographiée de manière similaire dans la constellation du Toucan, baptisée le HDFS pour Hubble Deep Field South, ou Champ profond sud de Hubble. Elle a conduit à l'obtention d'un résultat très semblable au premier. Les similitudes entre ces deux régions du ciel ont renforcé la thèse selon laquelle l'univers est homogène à grande échelle, et selon laquelle la place occupée par notre galaxie est représentative du reste de l'univers (conformément au principe cosmologique). Une image plus grande mais aussi plus superficielle a également été réalisée dans le cadre du programme GOODS d'étude approfondie des origines par les grands observatoires. Depuis, d’autres champs profonds ont été réalisés.

## Conception

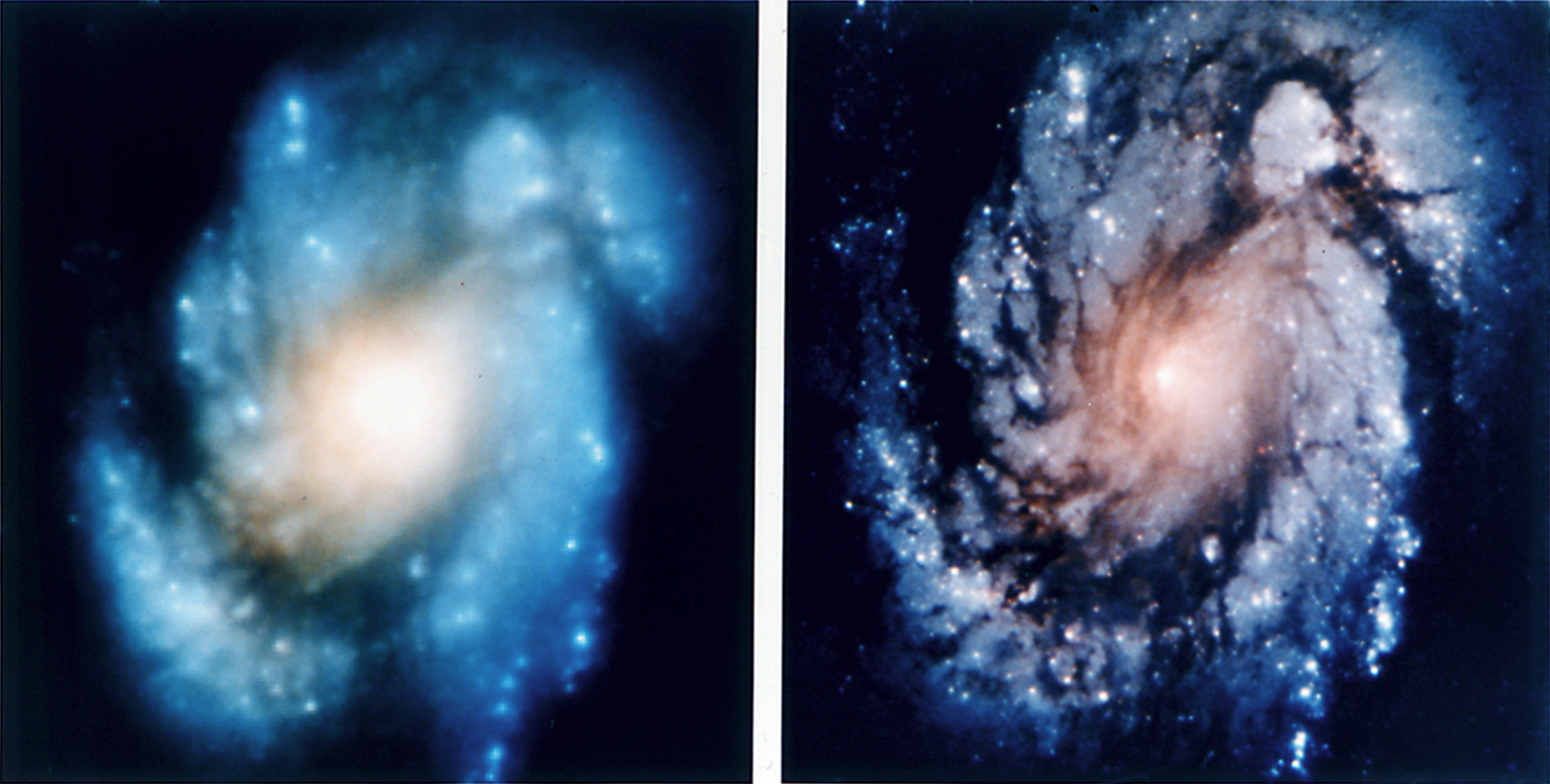
L'amélioration spectaculaire des capacités optiques du télescope spatial Hubble après que des optiques correctives eurent été installées ont encouragé les tentatives d'obtention d'images très profondes visant des galaxies lointaines.

Un des objectifs-clés des astronomes ayant conçu le télescope spatial Hubble concernait l'utilisation de sa forte résolution optique pour l'étude des galaxies éloignées à un niveau de détail impossible depuis le sol. Positionné au-dessus de l'atmosphère terrestre, Hubble évite les lueurs atmosphériques, ce qui lui permet de prendre des photos dans les domaines des ondes visibles et ultraviolettes plus sensibles que celles que l'on peut obtenir avec les télescopes terrestres au seeing limité (lorsque les bonnes corrections par optique adaptative peuvent être mises en œuvre dans des longueurs d'onde visibles, les télescopes terrestres de 10 m. peuvent devenir compétitifs). Bien que les miroirs du télescope eussent souffert d'aberration sphérique lors de son lancement, en 1990, il pouvait déjà prendre des photos de galaxies plus lointaines qu'auparavant. Du fait que la lumière met des milliards d'années à atteindre la Terre depuis les galaxies lointaines, nous les voyons telles qu'elles étaient il y a des milliards d'années ; ainsi l'extension du champ de ces recherches à des distances accrues permet-elle une meilleure compréhension de leur évolution.
Après la correction de l'aberration sphérique lors de la mission de la navette spatiale STS-61 en 1993, les capacités améliorées d'imagerie du télescope furent utilisées pour l'étude de galaxies de plus en plus lointaines et faibles. Le Medium Deep Survey (MDS) utilisa la caméra Wide Field and Planetary Camera 2 (WFPC2) pour prendre des images profondes de champs aléatoires pendant que d'autres instruments étaient utilisés pour des observations programmées. En même temps, d'autres programmes dédiés se concentraient sur des galaxies déjà connues à travers des observations depuis le sol. Toutes ces études révélèrent des différences substantielles entre les propriétés des galaxies aujourd'hui et celles qui existaient il y a plusieurs milliards d'années.
10 % du temps d'observation d'Hubble est alloué au Temps Discrétionnaire du Directeur (DD), et son affectation typique concerne des astronomes désirant observer des phénomènes éphémères inattendus tels que les supernovae. Une fois que les optiques correctives eurent montré leurs bonnes performances, Robert Williams, alors Directeur du Space Telescope Science Institute, décida d'allouer une partie substantielle de son temps DD de 1995 à l'étude des galaxies lointaines. Un comité spécial de conseillers de l'Institut recommanda que le WFPC2 fût utilisé pour prendre des images d'une petite partie "typique" du ciel à haute latitude galactique, en utilisant plusieurs filtres optiques. Un groupe de travail fut mis sur pied pour développer et implémenter le projet.

## Sélection d'un objectif

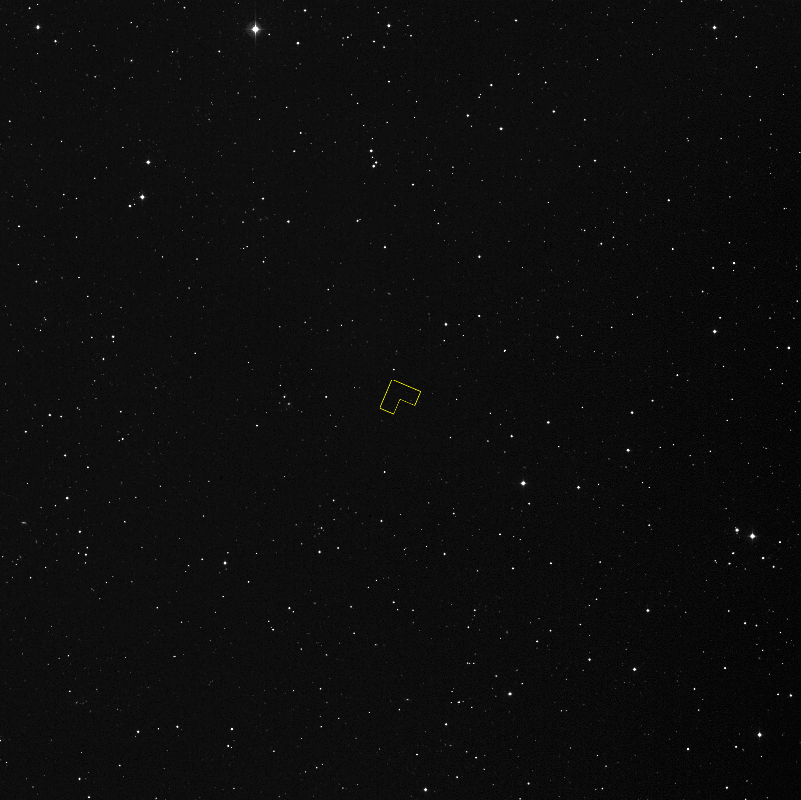
Localisation du Champ profond de Hubble, au centre de cette image qui mesure un degré sur le ciel. La Lune, vue depuis la Terre occuperait approximativement un quart de cette image.

Le champ sélectionné pour l'observation devait satisfaire à plusieurs critères. Il devait se situer à une latitude galactique élevée, parce que la poussière interstellaire et la matière opaque située dans le plan du disque de la Voie lactée empêche l'observation des galaxies lointaines aux latitudes galactiques basses. Le champ visé devait éviter les sources connues de lumière visible brillante, telles que les étoiles d'avant-plan, ainsi que les émissions d'infrarouge, d'ultraviolet et de rayonnement X pour faciliter les études ultérieures des objets du Champ profond dans de nombreuses longueurs d'onde. Il était également nécessaire qu'il se situât dans une région comportant un arrière-plan ténu de cirrus infrarouges (la faible émission infrarouge diffuse que l'on pense causée par les grains de poussière à haute température dans les nuages froids d'hydrogène gazeux des régions HI).
Ces exigences réduisaient le champ des zones cibles potentielles. On décida que la cible se situerait dans une « zone de vision permanente » de Hubble (CVZ, continuous viewing zones). On regroupe sous ce nom les régions du ciel qui sont non occultées par le passage de la Terre ou de la Lune pendant l'orbite de Hubble. Le groupe de travail décida de se concentrer sur le CVZ Nord de façon que les télescopes de cet hémisphère tels le télescope Keck, l'observatoire de Kitt Peak et le Very Large Array (VLA) pussent mener les observations subséquentes.
Une sélection initiale identifia vingt champs satisfaisant à ces critères, à partir desquels trois candidats optimaux furent sélectionnés, tous situés dans la constellation de la Grande Ourse (Ursa major, en abréviation UMA). Des observations radios depuis le VLA permirent d'en éliminer un parce qu'il recélait une source radio brillante, et la sélection finale entre les deux subsistant se fit sur le critère de l'existence d'étoiles-guide proches du champ visé. Les observations de Hubble exigent normalement une paire d'étoiles proches sur lesquelles les senseurs de guidage fins du télescope peuvent se verrouiller durant une pose, mais étant donné l'importance des observations du HDF, le groupe de travail exigea, en couverture, un second jeu d'étoiles-guide. Le champ qui fut finalement retenu se situe à 12h 36m 49,4s. d'ascension droite et à +62° 12' 58" de déclinaison,. Elle mesure à peine 5,3 arcminutes-carrés. Cette surface représente à peu près 1/28 000 000 de la surface totale du ciel.

## Observations

HDF est situé dans la zone de vision permanente nord de Hubble.

Une fois le champ choisi, il convient de développer une stratégie d'observation. Une décision importante consiste à déterminer quels seront les filtres optiques utilisés. La caméra WFPC2 est équipée de 48 filtres, comprenant les filtres à spectre étroit qui permettent d'isoler des spectres d'émission intéressants d'un point de vue astrophysique et les filtres à large bande utilisés pour l'étude des couleurs des étoiles et des galaxies. Le choix des filtres à utiliser pour le HDF dépendait du débit de chaque filtre (la proportion totale de lumière dont il autorise le passage et la couverture spectrale disponible. Les filtres devaient avoir des bandes passantes avec un chevauchement réduit au minimum).
Le choix final se porta sur quatre filtres à large bande, centrés sur la longueur d'onde de 300 nm (dans l'ultraviolet proche), 450 nm (bleu clair), 606 nm (rouge) et 814 nm (infrarouge proche). Comme l'efficacité quantique des détecteurs de Hubble est relativement faible à 300 nm, le bruit des observations à cette longueur d'onde est due principalement au bruit du capteur photographique CCD plus qu'au fond du ciel ; en conséquence, ces observations pouvaient être menées alors que les bruits de fond élevés auraient dégradé l'efficacité des observations dans les autres bandes passantes.
Entre le 18 et le 26 décembre 1995, temps durant lequel Hubble parcourut 150 fois l'orbite terrestre, 342 images de la zone-cible furent prises dans les filtres retenus. Le temps total d'exposition à chaque longueur d'onde atteint 42,7 heures à 300 nm, 33,5 heures à 450 nm, 30,3 heures à 606 nm et 34,3 heures à 814 nm, divisées en 342 prises individuelles pour prévenir des dégâts significatifs à une image individuelle par les rayons cosmiques, qui causent l'apparition de traînées brillantes lorsqu'ils percutent les détecteurs CCD. Dix orbites supplémentaires de Hubble furent nécessaires pour des prises de vue des champs voisins, en sorte de faciliter le suivi d'observations par d'autres instruments.

## Traitement des données

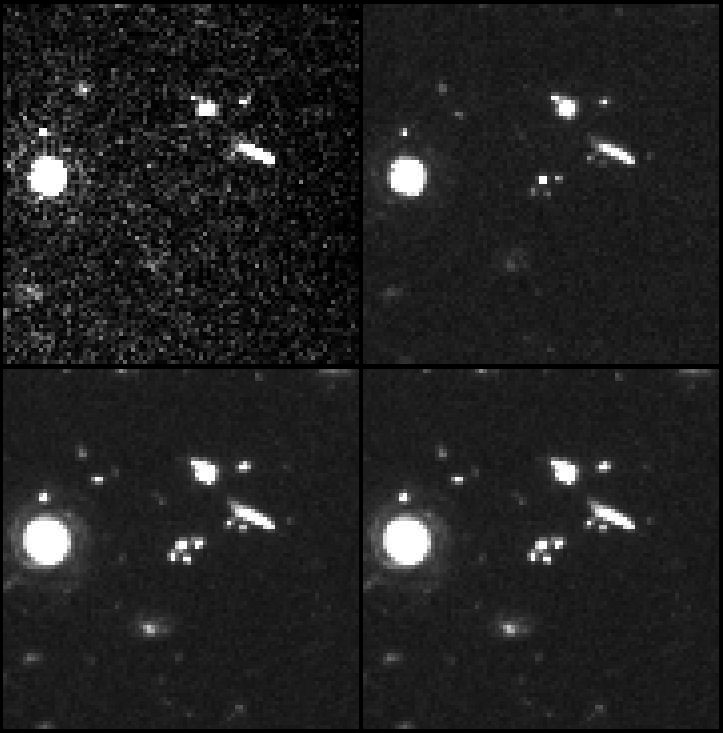
Sélection du HDF d'à peu près 14 secondes d'arc de largeur, vue dans chacune des 4 longueurs d'onde sélectionnées pour construire la version finale unifiée : 300 nm (en haut à gauche), 450 nm (en h. à droite), 606 nm (en bas à gauche) et 814 nm (en b. à droite).

La production d'une image combinée finale à chaque longueur d'onde fut le résultat d'un processus complexe. Les pixels brillants générés par les impacts de rayons cosmiques pendant les expositions furent éliminés en comparant une par une les prises de vues d'égale longueur, et en identifiant les pixels qui avaient été affectés par les rayons cosmiques sur une vue et pas sur une autre. Des traces de débris spatiaux et de satellites artificiels étaient également visibles sur les images originales et furent soigneusement éliminées.
La visibilité de la lumière dispersée par la Terre était évidente sur à peu près un quart des données collectées ; elle formait une figure en forme de X sur les images. Pour l'enlever, on aligna une image affectée par cette lumière avec une image non affectée, on soustrayait l'image non affectée de l'image affectée. L'image résultante était lissée, et pouvait être soustraite du cadre brillant. Cette procédure élimina presque toute la lumière des images affectées.
Après avoir nettoyé des 342 images les traces de chocs des rayons cosmiques et corrigé la lumière diffuse, il fallait les combiner. Les scientifiques concernés par les observations du HDF inaugurèrent une technique appelée le drizzling, dans lequel le pointage du télescope était modifié chaque minute entre les jeux de prises de vues. Chaque pixel du chip CCD de la caméra WFPC2 enregistrait une surface de 0,09 seconde d'arc de largeur, mais en effectuant un changement de direction de pointage du télescope inférieur à cette valeur entre chaque pose, les images résultantes étaient combinées en utilisant des techniques de traitement d'image sophistiquées permettant de restituer une résolution angulaire finale supérieure à cette valeur. Les images du HDF produites à chaque longueur d'onde avaient des tailles finales de pixel de 0,03985 seconde d'arc.
Le traitement d'image donna quatre images monochromes (à 300, 450, 606 et 814 nm), une dans chaque longueur d'onde. L'image à la longueur d'onde de 814 nm fut désignée comme rouge, celle à 606 nm comme verte, et la troisième à 450 nm comme bleue. Et les trois images furent combinées en une seule image en couleurs. Du fait que les longueurs d'onde de prise de vues ne correspondaient pas aux longueurs d'onde des couleurs rouge, vert et bleu clair, les couleurs de l'image finale ne donnent qu'une représentation approchée des couleurs réelles des galaxies de l'image. Le choix des filtres pour le HDF (et pour la majorité des images de Hubble) était en premier lieu destiné à maximiser l'intérêt scientifique des observations, plutôt qu'à créer des couleurs correspondant aux capacités réelles de perception de l'œil humain.

## Contenu du Champ profond
Les images finales furent présentées à une réunion de l'American Astronomical Society en janvier 1996, et révélèrent une pléthore de faibles galaxies lointaines. Près de 3 000 galaxies distinctes furent identifiées sur l'image avec à la fois des galaxies irrégulières et des galaxies spirales clairement visibles, bien que certaines galaxies ne mesurent que quelques pixels de large. Au total, on pense que le HDF contient moins d'une vingtaine d'étoiles de premier plan appartenant à notre Galaxie ; la grande majorité des objets contenus est en réalité des galaxies lointaines. Il existe une cinquantaine d'objets ponctuels bleus sur le HDF. Nombre d'entre eux semblent associés avec des galaxies proches, qui ensemble forment des chaînes et des arcs : ce sont vraisemblablement des régions de formation d'étoiles intenses. D'autres pourraient être des quasars lointains. Les astronomes écartaient initialement la possibilité que certains de ces points fussent des naines blanches parce qu'ils étaient trop bleus pour s'accorder avec les théories en vigueur à l'époque sur l'évolution des naines blanches. Cependant, des travaux plus récents ont montré que de nombreuses naines blanches deviennent plus bleues en vieillissant, rendant crédible l'idée que le HDF puisse contenir des naines blanches.

## Résultats scientifiques

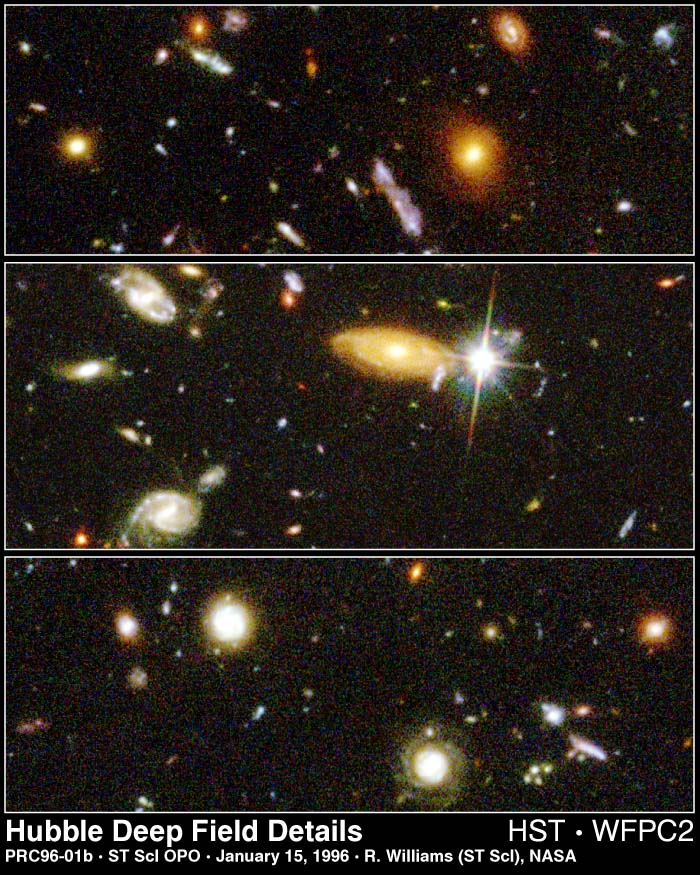
Des détails du Champ profond de Hubble illustrent la grande variété des formes, des dimensions et des couleurs des galaxies qui se trouvent dans l'univers lointain.

Les données du HDF ont fourni un matériel d'une grande richesse à l'analyse des cosmologistes et à fin 2008, les articles scientifiques en relation avec l'image du HDF avaient suscité 800 citations. L'un des apports les plus fondamentaux fut la découverte du grand nombre de galaxies ayant un décalage vers le rouge élevé.
Avec l'expansion de l'Univers de plus en plus d'objets lointains s'éloignent de la Terre de plus en plus vite, dans ce que l'on appelle le flux de Hubble. La lumière des galaxies très lointaines est affectée de façon significative par le décalage cosmologique vers le rouge. Alors que les quasars à grand décalages vers le rouge étaient connus, on connaissait très peu de galaxies avec un décalage vers le rouge supérieur à 1 avant la présentation des images du HDF. Pourtant le HDF contenait de nombreuses galaxies avec un décalage vers le rouge allant jusqu'à 6, ce qui correspondait à un temps de regard vers le passé de 12 milliards d'années. Du fait du décalage vers le rouge, les objets les plus lointains du Champ profond de Hubble ne sont effectivement pas visibles sur l'image de Hubble. On ne peut les détecter que sur des images du HDF prises à des longueurs d'onde supérieures par des télescopes terrestres.
Les galaxies du HDF contiennent une proportion de galaxies irrégulières et de galaxies perturbées considérablement plus forte que dans l'univers local ; les fusions et les collisions de galaxies étaient plus fréquentes dans l'univers jeune, puisqu'il était de dimensions bien inférieures qu'aujourd'hui. On pense que les galaxies elliptiques géantes se sont formées lors des collisions affectant les galaxies spirales ainsi que les galaxies irrégulières.
La richesse en galaxies aux différents stades de leur évolution permit également aux astronomes d'estimer la variation du taux de formation d'étoiles tout au long de la vie de l'univers. Alors que les estimations du décalage vers le rouge des galaxies étaient quelque peu brutes, les astronomes pensent que la formation d'étoiles a culminé il y a 8 à 10 milliards d'années, et a depuis décru d'un facteur 10 (dix).
Un autre résultat important du HDF était la présence en très petit nombre d'étoiles de premier plan. Pendant des années, les astronomes se sont interrogés sur la nature de la matière noire, une masse apparemment indétectable mais dont les observations conduisent à penser qu'elle occupe 90 % de la masse de l'univers. L'une des théories voulait que la matière noire fût constituée de « Machos » (en anglais Massive Astrophysical Compact Halo Objects, soit en français Objets astrophysiques compacts et massifs du halo) des objets faibles mais massifs, tels que les naines rouges et les planètes de régions extérieures aux galaxies.
Le HDF montra, cependant, qu'il n'existait pas un nombre significatif de naines rouges dans les parties extérieures de notre galaxie,.

## Suivi multifréquences

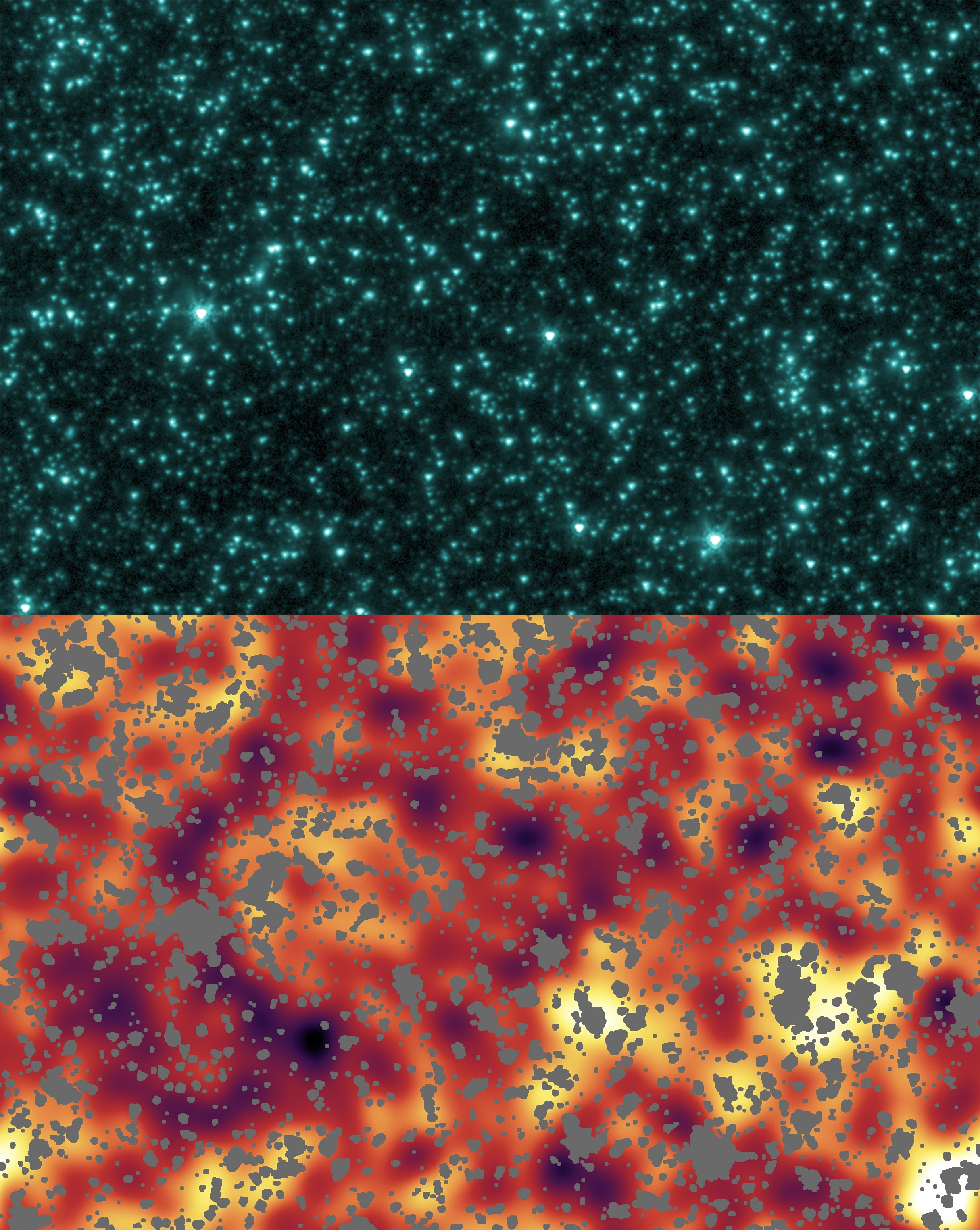
Vue du HDF par le télescope spatial Spitzer. La moitié supérieure de cette image partielle du Champ profond de Hubble présente les objets d'avant-plan ; la moitié inférieure montre l'arrière-plan après suppression des objets proches.

Les objets à décalage vers le rouge très élevés (les galaxies 'Lyman-break') ne sont pas perceptibles en lumière visible et au lieu de cela, sont en général détectées lors des études du Champ profond à des longueurs d'onde infrarouge ou submillimétrique. Les observations avec le télescope spatial ISO, un observatoire spatial en infrarouge, ont montré des émissions infrarouges provenant de 13 galaxies visibles sur l'image optique, émissions attribuées aux grandes quantités de poussières associées à la formation intense d'étoiles. Des observations infrarouges ont également été réalisées avec le télescope spatial Spitzer. Des observations en longueurs d'onde submillimétriques du champ ont en outre été réalisées avec l'instrument SCUBA du James Clerk Maxwell Telescope, qui a initialement détecté 5 sources, bien qu'avec une résolution très faible. Des observations ont encore été menées avec le 
télescope Subaru à Hawaii (États-Unis).
Des observations en longueur d'onde X par le télescope spatial à rayon X Chandra ont révélé 6 sources dans le HDF, dont il s'avéra qu'elles correspondaient à 3 galaxies elliptiques : une galaxie spirale, un noyau actif de galaxie et un objet extrêmement rouge qui fait penser à une galaxie lointaine contenant une grande quantité de poussières qui absorbe ses émissions en lumière bleue.
Les images radio prises depuis la Terre par le VLA révélèrent sept radio-sources dans le HDF, chacune correspondant à une galaxie visible sur l'image optique. Le Champ a également été étudié avec le radio-télescope à synthèse de Westerbork et le réseau de radio-télescopes MERLIN à 1,4 GHz,. La combinaison des cartes du VLA et de MERLIN réalisées à 3,5 et à 20 cm ont permis de localiser 16 radio-sources dans le champ du HDF Nord, et encore beaucoup plus dans les champs adjacents. Des images radio de certaines sources individuelles de ces champs onté été réalisées avec le réseau Européen VLBI à 1,6 GHz avec une résolution supérieure à celle des cartes de Hubble.

## Observations ultérieures duTélescope spatial Hubble
|  |  |

Une contrepartie au HDF dans le ciel austral a été créée en 1998 : c'est le Champ profond de Hubble Sud (HDF-S, pour Hubble Deep Field South). Cette création a mobilisé une stratégie d'observation similaire, et le HDF-S s'est révélé d'apparence très similaire au HDF original. Cette similitude confirme le principe cosmologique qui soutient qu'à son échelle la plus grande, l'Univers est homogène. L'étude du HDF-S utilisa les instruments installés sur le HST en 1997 : le spectrographe imageur de télescope spatial (STIS) et la caméra infrarouge proche-spectromètre multi-objets (NICMOS). Le HDF-Nord a depuis été à nouveau observé à plusieurs reprises en utilisant la caméra WFPC2, de même que la caméra NICMOS et le spectrographe STIS,. Plusieurs évènements de supernovae ont été détectés par comparaison des observations des deux époques.
Une étude de plus grandes dimensions, mais moins sensible, a été entreprise dans le cadre de l'Étude Approfondie des Origines par les Grands Observatoires (GOODS, pour l'anglais Great Observatories Origins Deep Survey). Une partie de celle-ci a ensuite été observée plus longtemps pour créer le Champ ultra-profond de Hubble (HUDF, pour Hubble Ultra Deep Field), qui est devenu l'image optique d'un champ profond la plus sensible à ce jour.